# Aimee Lou Wood
Aimee Lou Wood (Stockport, Inglaterra; 3 de febrero de 1994) es una actriz británica de cine, teatro y televisión. Es más conocida por su papel como Aimee Gibbs en la serie de Netflix Sex Education, el cual significó su debut como actriz.

## Primeros años
Aimee Lou Wood estudió en la Real Academia de Arte Dramático (RADA), donde se graduó en interpretación en 2017. En 2019 participó en numerosas obras, interpretando el papel de Margaret en Scuttlers, dirigida por Hannah Eidinow; de Goody en Vinegar Tom, dirigida por Cressida Brown; de Jess en Hen, dirigida por James Larkin; y de Yulia en Summerfolk, dirigida por Deborah Paige.

## Carrera
En 2019 hizo su debut en televisión como Aimee Gibbs, personaje principal en la serie de Netflix Sex Education, junto a Emma Mackey, Asa Butterfield, Ncuti Gatwa, Connor Swindells y Gillian Anderson. Wood realizó la audición originalmente para el personaje de 'Lily' (interpretado por Tanya Reynolds), pero finalmente fue seleccionada para interpretar a Aimee Gibbs.

## Vida personal
Wood estuvo en una relación con su compañero de reparto en Sex Education, Connor Swindells, quien en la serie interpreta a Adam Groff, desde enero de 2019 hasta antes de marzo de 2020, momento en el que la relación concluyó.
Ha luchado con su imagen corporal, revelando en una entrevista de 2020 para la revista Glamour: "He sufrido dismorfia corporal toda mi vida. Recuerdo que antes de la primera escena de sexo (en Sex Education), pensé: 'Bien, está bien. Empezaré a comer ensaladas todos los días', pero simplemente no lo hice. Ese fue un punto de inflexión para mí, tomar la decisión de no cambiar cómo se ve mi cuerpo antes de esta escena, porque así es como luce mi cuerpo."

## Filmografía

### Televisión
| Año       | Título          | Función     | Notas                        |
| --------- | --------------- | ----------- | ---------------------------- |
| 2019–2023 | Sex Education   | Aimee Gibbs | 32 episodios                 |
| 2024      | Alice & Jack    | Maya        | Miniserie                    |
| 2024      | Daddy Issues    | Gemma       | También productora ejecutiva |
| 2025      | The White Lotus | Chelsea     | 8 episodios                  |

### Cine
| Año  | Título      | Papel       | Notas        |
| ---- | ----------- | ----------- | ------------ |
| 2024 | Seize Them! | Reina Dagan | Protagonista |